# 林金城 (澳門)
林金城（葡萄牙語：Lam Kam Seng，1949年6月—），SLM，GLM，男，生於葡屬澳門，汉族，中华人民共和国政治人物，曾任全国工商联常委、澳门中华总商会副理事长，第十、十一、十二届全国政协委员。

## 生平
2008年，当选第十一届全国政协委员，代表特邀澳门人士，分入第五十四组。并担任经济委员会专委。
2013年10月24日，獲行政長官崔世安委任為行政會委員。